# Wai Yiu Cheung
Wai Yiu Cheung (* 15. Juli 1933 in Kanton; † vor 1998) war ein chinesisch-US-amerikanischer Biochemiker am St. Jude Children’s Research Hospital in Memphis, Tennessee, der für die Entdeckung des Calmodulin und seinen Arbeiten zur Funktion des Calciums bekannt ist.

## Leben und Wirken
Cheung erwarb 1956 an der Landwirtschaftlichen Provinzhochschule in Taichung (heute Teil der Chung-Hsing-Nationaluniversität) in der Republik China den Grad eines Masters und 1960 an der University of Vermont in Burlington einen Bachelor. 1964 erwarb er mit der Arbeit Carbohydrate metabolism of a blue green alga: Tolypothrix tenuis einen Ph.D. an der Cornell University in City of Ithaca, New York. Als Postdoktorand arbeitete er an der University of Pennsylvania in Philadelphia, bevor er 1967 – zunächst als Forschungsassistent, zuletzt als ordentliches Mitglied – an das St. Jude Children’s Research Hospital in Memphis, Tennessee, ging. Cheung hatte zusätzlich eine Professur an der University of Tennessee inne.
Cheung prägte 1978 den Begriff „Calmodulin“ für ein von ihm entdecktes Aktivator-Protein der Phosphodiesterase, das ein breites Spektrum von Calcium-abhängigen Prozessen und den Calciumspiegel selbst reguliert. Seine 1980 in Science erschienene Arbeit Calmodulin plays a pivotal role in cellular regulation gehört zu den zehn am häufigsten zitierten wissenschaftlichen Arbeiten der 1980er Jahre.
Cheung war verheiratet und hatte drei Kinder.

## Auszeichnungen (Auswahl)
- Mitglied der Academia Sinica
- 1981 Gairdner Foundation International Award[2]
- 1983/1984 Harvey Lecture[3]
- 1984 Arthur C. Corcoran Memorial Lecture der American Heart Association[4]

## Schriften (Auswahl)
- Calcium and cell function. 1980
- Calmodulin plays a pivotal role in cellular regulation. In: Science. Band 207, Nummer 4426, Januar 1980, S. 19–27, ISSN 0036-8075. PMID 6243188. (Review).